# Накая, Фудзико
Фудзико Накая (яп. 中谷 芙二子 Накая Фудзико, род. 1933, Саппоро) — современная японская художница, работающая в жанре скульптуры из искусственного тумана.

## Биография
Родилась в 1933 году в Саппоро. Её отец Юкихиро Накая (1900—1962) — физик и учёный в области гляциологии. Он известен классификацией ледяных кристаллов снега, разделив их на 7 категорий и 41 тип. «Диаграмма Накаи», в которой наглядно показана зависимость формы снежинок от температуры и плотности холодного водяного тумана, где они рождаются, стала венцом его исследований.
Получив образование в Японии, Фудзико отправилась в США. В 1957 году она окончила Северо-Западный университет со степенью бакалавра искусств и продолжила изучение живописи в Париже и Мадриде до 1959 года. В 1960 году вернулась на родину.
Во Франции она познакомилась с инженером Биллом Клювером, в 1962 году Фудзико стала членом его Команды E.A.T. (Experiments in Art and Technology — «Эксперименты в искусстве и технологиях»). Для Всемирной выставки Всемирная выставка «Экспо» 1970 года, которая проходила в Японии, компания Pepsi приготовила павильон, оформление которого было полностью доверено E.A.T. Одной из звёзд программы стали футуристические фигуры из тумана молодой японки Фудзико Накаи.
С тех пор инсталляции и скульптуры из искусственного тумана стали основной темой творчества Накаи.
Фудзико Накая создает чистый водный туман. Его капли образуются за счёт большого давления, под которым жидкость прогоняется сквозь специальные форсунки с соплами диаметром в доли миллиметра. Этот метод был создан самой художницей при участии калифорнийского физика Томаса Ми.
В 2017 году художнице был вручён французский Орден Искусств и литературы.